# 466 (číslo)
Čtyři sta šedesát šest je přirozené číslo. Následuje po číslu čtyři sta šedesát pět a předchází číslu čtyři sta šedesát sedm. Římskými číslicemi se zapisuje CDLXVI a řeckými číslicemi υξς.

## Matematika
466 je:
- Deficientní číslo
- Složené číslo
- Nešťastné číslo

## Astronomie
- (466) Tisiphone je planetka hlavního pásu, kterou objevili v roce 1901 Max Wolf a Luigi Carnera

## Roky
- 466
- 466 př. n. l.